# Château d'Ayton
Le château d'Ayton est situé à l'est d'Ayton dans les Scottish Borders au nord-ouest de Berwick-upon-Tweed, dans l'ancien comté de Berwickshire. Construit autour d'une maison-tour médiévale, le château actuel date en grande partie du XIXe siècle. Le château d'Ayton est le caput de la baronnie féodale d'Ayton. Le château est protégé en tant que bâtiment classé de catégorie A et le terrain est inclus dans l'Inventaire des jardins et des paysages aménagés en Écosse, la liste nationale des parcs et jardins importants.

## Histoire

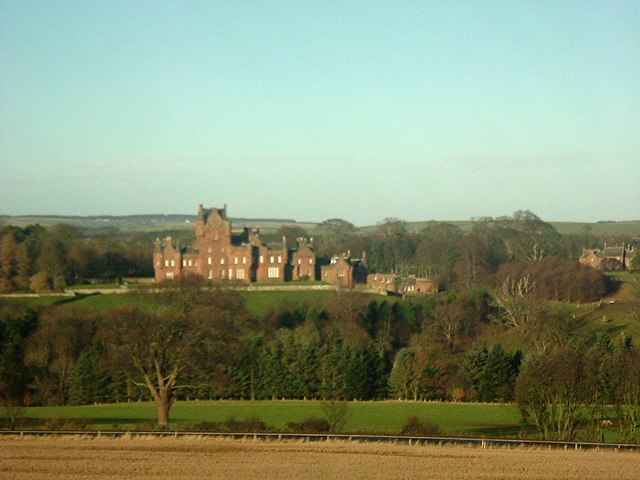
Château et terrain d'Ayton.

Le château d'origine, une tour pele, est autrefois un fief de la famille Home. Ce château est capturé par les Anglais en 1497, et l'église voisine est le théâtre de la négociation ultérieure du traité d'Ayton, signé le 30 septembre 1497. La tour est remplacée par un manoir classique, qui brûle en 1834.
Le domaine est ensuite acheté par William Mitchell (plus tard Mitchell-Innes) de Parsonsgreen, Édimbourg, né à Belhelvie, Aberdeenshire, en 1778. William Mitchell est caissier en chef de la Royal Bank of Scotland de 1808 à 1827. Après avoir hérité du domaine Parsonsgreen, il est directeur extraordinaire de la banque (1840-1841). Après avoir hérité des domaines Stow d'un cousin éloigné, il change son nom de famille pour être William Mitchell-Innes de Parsonsgreen, et est directeur ordinaire de la banque (1841-1853). Entre ces dernières dates, il acquiert le domaine Ayton et il est enregistré sous le nom de William Mitchell-Innes d'Ayton Castle, directeur ordinaire de 1853 à 1859.
En 1851, William Mitchell-Innes charge James Gillespie Graham de construire un nouveau château à Ayton dans le style baronnial écossais en grès rouge. En 1860, l'architecte David Bryce agrandit le salon et ajoute une salle de billard, avec d'autres ajouts en 1864-1867 par James Maitland Wardrop. Une vaste redécoration intérieure est réalisée en 1875 par Bonnar & Carfrae, encore en grande partie existante, avec du damassé imitation soie au pochoir. En plus des bureaux et des écuries élaborés, tous en grès rouge, le château d'Ayton possède un pigeonnier de type ruche du XVIe siècle, restauré en 1745 et 2015, et une magnifique loge sud en style baronnial écossais avec une arcade et des murs grillagés en grès rouge.

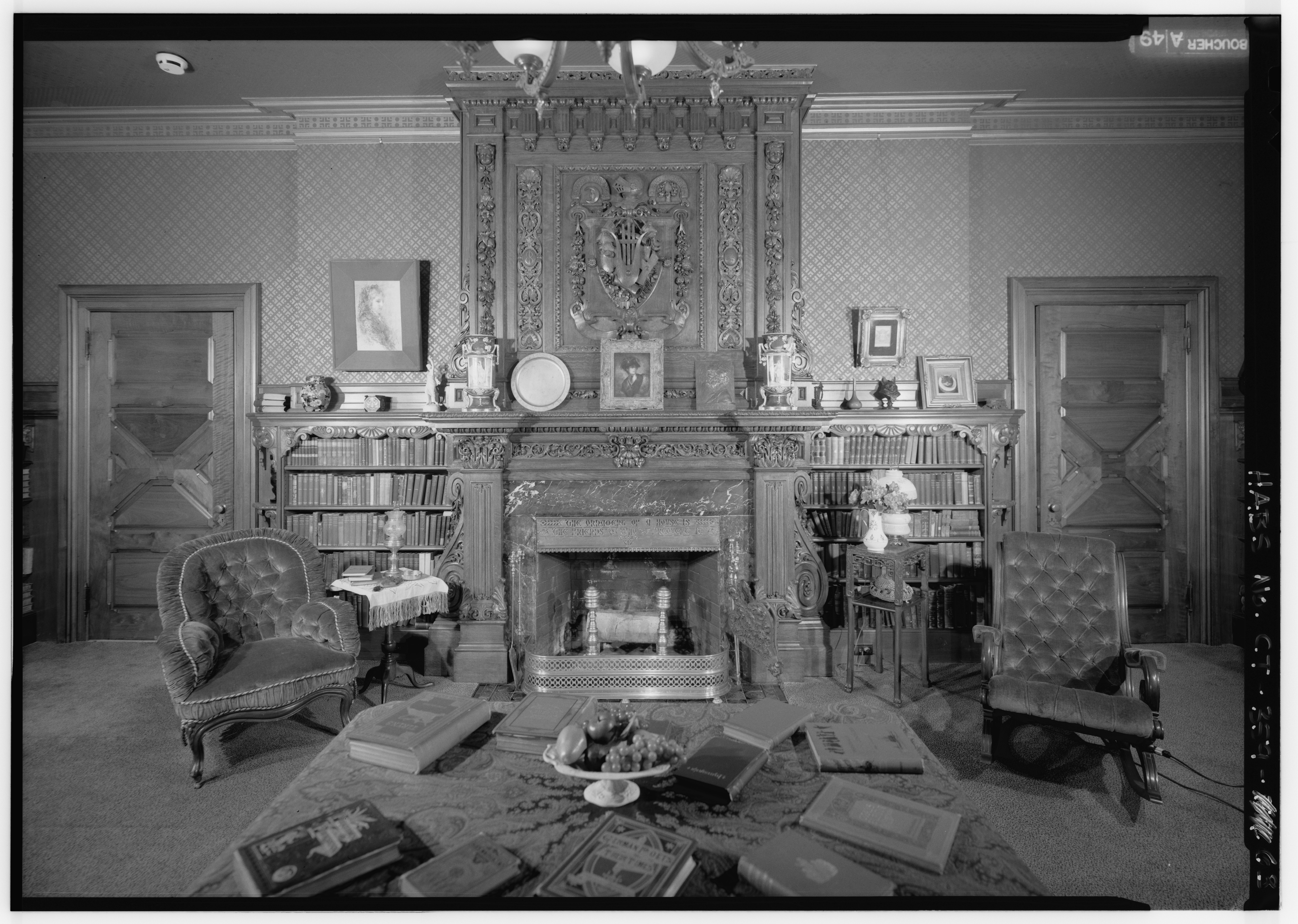
Le manteau de la bibliothèque de Mark Twain House, à l'origine au château d'Ayton

Il faut mentionner la visite du château en 1873 par Mark Twain, qui insiste pour acheter le manteau de la cheminée de la salle à manger. Il se trouve maintenant à la maison et au musée Mark Twain à Hartford, dans le Connecticut. La cheminée actuelle du château date de cet événement.
Après la mort de William Mitchell-Innes au château en janvier 1860, le château passe à son fils aîné et héritier, Alexander Mitchell-Innes d'Ayton et Whitehall (près de Chirnside) (1811-1886), lieutenant adjoint et juge de paix du Berwickshire. Il poursuit les travaux de construction de la famille à Ayton en chargeant James Maitland Wardrop de construire une nouvelle église paroissiale avec flèche et vitraux de Ballantine & Sons.
Alexander Mitchell-Innes épouse (1) Charlotte (1818-1848), fille de Thomas Dick Lauder de Fountainhall. Elle est décédée en couches en ayant leur sixième enfant. Il se remarie avec (2) Fanny Augusta (1821-1902), fille de James Vine, à Puckaster, île de Wight. Ils ont neuf autres enfants. Inévitablement, il y eut des conflits de succession. Finalement, Alexander Harold Mitchell-Innes d'Ayton & Whitehall est l'héritier de son grand-père, Alexander Mitchell-Innes d'Ayton & Whitehall, le 21 novembre 1892. En 1895, il vend la baronnie d'Ayton, son château et ses terres pour 90 000 £ à Henry Liddell-Grainger de Middleton Hall, Northumberland (1856-1905). Alexander Mitchell-Innes avait apparemment partagé l'intégralité de sa succession avec sa très grande famille et ils sont donc tous payés à la suite de la vente du château d'Ayton. La famille conserve Millbank House et ses terrains, non loin du château, ainsi que le Whitehall Manor, aujourd'hui abandonné, près de Chirnside.
Ayton Castle est la résidence de David Liddell-Grainger (en) (1930-2007), homme politique écossais, époux d'une descendante de la reine Victoria et père de Ian Liddell-Grainger (né en 1959). La famille vend le château en 2015.
Le château et la majeure partie du domaine préexistant appartiennent désormais à un promoteur immobilier, Richard Syred.